# Notorious
Notorious er det fjerde studiealbum fra Duran Duran udgivet i 1986.

## Numre
1. Notorious
2. American Science
3. Skin Trade
4. A Matter Of Feeling
5. Hold Me
6. Vertigo (Do The Demolition)
7. So Misled
8. "Meet El Presidente"
9. Winter Marches On
10. Proposition